# 羅福全
羅福全（1935年5月8日—），臺灣嘉義人。臺灣經濟學者、聯合國官員及台灣獨立運動領袖，他曾擔任中華民國駐日本代表、亞東關係協會會長以及台灣安保協會理事長。

## 經歷

### 早年生涯
羅福全的父系祖先據其祖譜載約在1395年由中國廣東大埔搬到福建漳州，1736年從漳州搬到臺灣諸羅縣的湖仔內。羅福全的祖父羅豫典及五叔公在清國時代都是秀才。其親生父親羅雅為三兄弟排行第二，育有四子兩女。羅福全出生時親生父親羅雅（1887-1951）已四十八歲，當時三兄弟之末羅程（族譜名羅章程）已四十四歲，但膝下無子。羅程之妻遂在羅福全生母朱蓮懷孕時央求將羅福全出養給羅程。:50昭和十年（1935年）5月8日，羅福全出生於嘉義市榮町。昭和十一年（1936年）1月，過繼給羅程。羅程曾在梅仔坑公學校（今梅山國小）當過教員，1920年嘉南大圳開工，其行政辦公室和宿舍設在嘉義，吸引大量人口流入嘉義市。羅程和林抱合作買賣不動產，購入土地。於1920年代參與「期米」，賺了七萬圓。隨後羅程與林抱合資成立「嘉義自動車會社」，由於羅程不願跟日本官方往來，嘉義自動車會社的社長由林抱出任，僅選車賣車才歸羅程管理。:63
羅福全回憶小時候曾吃過王永慶送來的米。王永慶於1930年代曾南下嘉義當米店學徒及開米店，店家「文益米店」位於西門町七丁目三十一番地，就在羅家隔壁附近地區，羅媽媽經常採購王家米，兩家十分熟識。羅福全考上臺大後，與母親到臺北註冊，還曾在南京西路圓環遇到王永慶。:68-69昭和十二年（1937年），父親羅章程過世，由於羅福全小時常鬧肚子痛，醫生建議其母親給他吃寒帶食物，加上表姊許秀鑾當時在東京念醫科。昭和十六年（1941年）5月，母親在他六歲時將他帶去日本內地受教育，住在田園調布，同年底日本偷襲珍珠港，第二次世界大戰爆發。昭和十七年（1942年）4月，入小學一年級。昭和十九年（1944年），羅福全三年級時，日本轉趨劣勢，開始將小學生疏開到鄉下，羅福全也疏開到靜岡縣。1945年3月東京大空襲後，羅福全轉學到琦玉縣唸小學四年級。:82同年日本投降，羅福全於1946年2月舉家重返臺灣。並學習臺語。
國小五年級時，臺灣發生二二八事件。羅福全的家在仁愛路，3月其生父的好友潘木枝醫師被綁在卡車上路過他家時，還對其生父說「快來看我的最後！」。:284當時生父用哀傷的口吻告訴羅福全：「那是木枝仙仔。」當時國民黨在嘉義的公開遊街、處決、曝屍共有三次，第一次處決陳復志時羅福全並未目睹槍決，只看到他在火車站前的屍體；第三次處決四位嘉義市參議員時，包括潘木枝及畫家陳澄波。:93後來2012年臺北舉辦潘醫師紀念會，羅福全與蕭萬長都前往。:931948年，羅福全自嘉義市垂楊國小畢業，進入嘉義中學初中部。
1951年，羅福全畢業於嘉義中學初中部，進入臺灣省立臺南第一中學，在高一時透過朋友介紹認識了蔡同榮，:284同屆學生包括陳隆志、張燦鍙。1954年，羅福全自南一中畢業。因為聽說經濟能為國家圖謀富強，遂進入國立臺灣大學經濟系。在臺大時，羅福全曾上過農業經濟教授李登輝的課。:112-113大四時，羅福全曾借住在中山北路二條通的毛昭江家中。:119
1958年，羅福全自臺大畢業。:122服了一年半義務役，在左營擔任海軍預官。1960年4月退伍。:317當時羅福全因對臺灣選舉不滿，曾以「南山盧外客」的筆名向《自由中國》投稿，批評蔣介石連任第三任總統為違憲。:286同年6月19日蔡同榮組織關子嶺會議，羅福全出席參與結拜。:130-131
1959年至1960年之間，羅福全與其他知識份子參與了多場議論當局統治措施的活動。由於考慮將可能遭當局限制出境，他在1960年8月4日離境前往日本，進入日本早稻田大學政經研究所。當時臺大經濟系主任張漢裕剛好來東京，強力鼓勵羅福全就讀東京大學，並為他寫推薦信給東大經濟系的大石泰彥，羅福全遂跟隨大石泰彥。羅福全在東大期間見大家都讀英文原著，決定與其在東大讀原文書，不如直接到美國去唸。羅福全向大石詢問：「今後十年，經濟學哪個科目最具前瞻性、最有遠景？」大石表示「兩個部門，一個是計量經濟學，另一個是新發展的Regional Science（區域科學）」，當時羅福全透過美國新聞處的資料搜尋，得知計量經濟學和區域經濟學的重鎮在賓州大學，決定前往賓州大學。:139:289
1962年，毛昭江結束考察經過東京時，得知羅福全有赴美打算。要求羅福全與毛清芬完成婚禮，兩人於早大大隈會館完成婚禮。:290
1963年，羅福全取得早稻田大學經濟碩士學位，8月前往美國就讀賓州大學。羅福全在賓大時選了克萊恩教授的課，後來成為他研究室的助理。:167當時克萊恩正在做一個美國的經濟模型，羅福全負責計算。當時使用IBM7094的電腦，能處理43K的內容。:168-169

### 投身臺灣獨立運動
羅福全在大學時期開始有不公平的選舉，他也曾經抓過賄選。第一次知道臺灣獨立運動則是國民黨政府派蔡培火遊說林獻堂回臺後，蔡培火在報紙上說林獻堂不支持臺獨運動，他才知道臺獨運動。:285大學時蔡同榮積極以非國民黨員的身分競選臺大代聯會主席，當時國民黨派出來和蔡同榮競選代聯會主席的是張旭成，後來也當過代聯會主席。蔡同榮當選後，曾安排給他一個職務，當時蔡同榮最得力的助手是侯榮邦。後來大學畢業後蔡同榮覺得代聯會的人就此解散很可惜，遂與黃崑虎、蔡順利等人組織關子嶺會議。當羅福全到日本留學回臺時，曾受到蔡順利忠告不要再找任何人。:285-289自此羅福全赴美留學，一去三十年未回臺灣。
在抵達賓州大學所在地費城之後，結識了臺灣獨立聯盟(英語：United Formosans for Independence)當地分部主席陳以德。他被選為費城臺灣同鄉會會長，當時同鄉會不想和臺獨運動有所牽連，所以不選陳以德的弟弟陳以文，而選羅福全當會長。沒想到羅福全更加活躍，當選之後即聯絡各地同鄉會，並出任美東臺灣同鄉會會長。:292
羅福全到費城時，臺獨運動的組織已由3F轉為UFI。當時表現最大的為1961年陳誠訪美時，陳以德發動的遊行示威。羅福全到費城後，陳以德即找上他問日本的情況。1964年2月28日，位在費城的臺獨聯盟在中華民國駐華府大使館前發起向蔣中正政權抗議的示威活動，羅福全和其妻毛清芬與陳東璧、蘇金春等人一同加入抗議行列，正式投入台灣獨立運動。羅福全也遭到國民黨特務的拍照。:141
1966年6月，羅福全和陳以德、蔡同榮等人在費城催生「全美台灣獨立聯盟」(英語：United Formosans in America for Independence)，選出陳以德為第一任主席。羅福全出任中央委員；此外，他也曾擔任全美台灣獨立聯盟機關報《台灣公論報》(Taiwan Tribune)發行人。
1983年，臺北市議員陳水扁訪問美國，羅福全引介他去見民主黨的眾議員索拉茲。:253-25511月，羅福全代表海外臺灣人組織赴美國國會出席作證。11月15日，參議院外交委員會投票，13票贊成、1票反對、3票棄權通過〈臺灣前途決議案〉，明確記載「臺灣前途必須經由免於強制、且為臺灣居民所能接受的和平方式解決」。5日後參議員議員全體表決，以63票多數通過此案。:203

### 職業生涯
1968年，羅福全以「兩個區域的成長模型」取得賓州大學區域科學博士，並決定任職於CONSAD公司擔任研究員。:170-178
1973年，羅福全帶著母親前往日本與其大姊會合，並在位處名古屋的聯合國地域開發中心（UNCRD）任職，:178-180當時羅福全因參加華府的二二八遊行，被國民黨政府「點名作記號」，知道自己去大使館申請護照延期時，一定會被沒收。乾脆不去大使館辦延期，使護照失效，成為沒國籍的人。羅福全進聯合國工作後，便拿到美國公民權，聯合國再發給他聯合國專有護照。:181
1975年、1978年，羅福全兩度受聯合國開發計畫署聘任，分別赴印度、伊朗擔任經濟顧問；此外，他也在1974年至1977年之間前往菲律賓、印尼、巴基斯坦、泰國等地，四度開辦區域開發培訓班，並曾擔任世界銀行顧問。:318-319
在名古屋的區域發展中心時期，羅福全曾認識一位中國來的學員。透過這層關係認識其上司中國經建會副主任張彥寧，1980年羅福全離開區域發展中心前，張彥寧安排他訪問中國。當時鐵幕內的中國人民公社的組織尚未打破，羅福全買了北京的地圖，上面竟然沒有畫出機場。到了北京西苑飯店，服務生開口就問他：「你有沒有糧票？」:1961986年，羅福全再到北京時，當時仍沒有商家賣衛生紙，入住旅館時官方接待的人還央求送他旅館的衛生紙。此次羅福全出席人民大會堂舉辦的國際會議，趙紫陽及朱鎔基皆出席。學者方面則有陳坤耀及林聰標出席，當時羅福全邀請出身臺灣的林聰標出席，在蔣經國三不政策的年代，林聰標為避免國民黨找麻煩，在全體人員大合照時刻意把眼鏡摘下。:205-208
1982年，羅福全出席在東京舉辦的OB高峰會，認識時任荷蘭總理范艾格。范艾格卸任後，羅福全曾多次邀訪他訪問臺灣。
1992年，黑名單解除，羅福全與毛清芬返回臺灣。
2000年總統大選，陳水扁當選總統。同年羅福全自聯合國退休，獲陳水扁屬意出任中華民國駐日本代表，羅福全出任駐日代表時，日本的「日華議員懇談會」仍習慣與國民黨往來，對民進黨政府還很陌生。當羅福全拜訪「日華懇談會」會長山中貞則時，山中貞則還不知道怎麼唸陳水扁的名字，並嘀咕「我不認識陳水扁，我的兒子都比他大！」在溝通下，山中才提出問題「誰派你來的？是李登輝總統，還是陳水扁總統？」羅福全解釋都一樣，陳水扁和李登輝都是強調民主的臺灣總統，山中貞則臉孔才變柔和。之後安排羅福全與「日華懇談會」議員見面，包括副會長平沼赳夫、麻生太郎和扇千景。:271-272
羅福全在任內促成前總統李登輝在2001年至日本就醫的計畫。據羅福全回憶，當時日本外務大臣河野洋平及內閣官房長官福田康夫都覺得李登輝訪日時機不到。當羅氏私下參與一個密室會議時，臺灣方由羅福全、彭榮次出席，日本有說客參議員椎名素夫及福田康夫。當時福田康夫稱他不反對李登輝訪日，只是主張緩一緩。椎名見福田如此軟弱，語帶威脅說他能對外爆料，讓大家看清福田，說服福田改變立場。後在時任首相森喜朗拍板下，促成李登輝訪日。:286-287

### 學術生涯
羅福全曾任聯合國大學首席學術審議官；在他自該機構之高等學術審議官暨高等研究所副所長一職退休後，他被任命為榮譽教授。他的英文學術著作有《Growth Pole Strategy and Regional Development Policy : Asian Experience and Alternative Approaches》(New York：Pergamon Press 1978；與Kamal Salih合編)、《Rural-urban Relations and Regional Development》(Singapore：Maruzen Asia 1981)、《The Challenge of Asia-Pacific Co-operation》(Kuala Lumpur：Association of Development Research and Training Institutes of Asia and the Pacific 1987；與Kamal Salih合編)、以及《Globalization and the World of Large Cities》(New York：United Nations University Press 1998；與Yue-man Yeung合編)等。

## 其他
- 羅福全在美國時，認識了韓國的金大中、菲律賓的尼諾·艾奎諾（艾奎諾夫人之夫），當時他們與WUFI約定，誰先回國成功就要幫助另外兩國。後來艾奎諾在馬尼拉下飛機時遭到暗殺，艾奎諾夫人執政後，促成臺獨聯盟與民進黨新潮流等人在馬尼拉的會議。當時羅福全與蔡同榮在總統官邸談到支持臺灣獨立，柯拉蓉推說菲國農葉落後需要國民黨政府協助，羅福全問她「國民黨政權可以支撐多久？」她一聽靠向椅背，愣了半刻。[4]:315-316
- 2001年3月7日，羅福全在擔任中華民國駐日本代表任內表示，慰安婦是二次大戰期間日本軍部 (日本)在幕後主導，他不同意漫畫家小林善紀的漫畫《台灣論》所表述的看法（慰安婦自願說）；同時，陳水扁政府要求日本政府向台籍慰安婦正式道歉並給予補償，反對日本政府以成立亞洲婦女基金會來解決慰安婦問題。同日，中國國民黨立法委員林宏宗表示，日本統治台灣五十年造成兩種人，一種是受害者、一種是受益者，羅福全與金美齡等人是受益者，可憐的慰安婦則是受害者，因為羅福全不敢譴責小林善紀；他質疑，羅福全是否真的站在第一線捍衛台籍慰安婦。隨後，羅福全回應，日本在野三黨曾於2000年10月30日分別提出《促進解決原慰安婦問題》法案，但在審議時間有限及意見分歧下，目前已成廢案；如何透過日本國會議員支持此案立法解決，是臺北駐日經濟文化代表處往後努力方向[10]。
- 2016年11月，蔡英文政府擬開放進口日本核災食品，曾任主婦聯盟環境保護基金會多屆董事長的民主進步黨立法委員陳曼麗於立法院主動提案開放進口日本核災食品，引發爭議[11]。同月13日，羅福全在出席陳唐山回憶錄發表會受訪時表示，他不清楚蔡英文政府有無檢視食品安全相關內容，但若檢視後沒問題應該就可以進口；此外，他還表示，他在日本生活時不會刻意關注食物來源，「日本人覺得沒問題，應該就不會有問題，他們是非常講究安全的」[12]。

## 家族
- 羅福全妻子毛清芬出身臺南六甲，其父親毛昭江在日治時期曾前往京都帝大就讀法科，戰後曾任曾文初中校長，後到臺北的合作金庫任經理。毛昭江兩個妹妹分別嫁給鹽分地帶文學家吳新榮，以及「臺灣烏腳病之父」王金河。[2]:118毛昭江之弟毛昭葵則娶了臺南仕紳辛西淮之女辛永秋。羅福全之兄是高雄名醫羅福嶽。

## 主要學術著作
- Fuchs, Roland J., Ellen Brennan, Joseph Chamie, Fu-chen Lo, and Juha I. Uitto. eds. 1994. Mega-city Growth and the Future. New York: United Nations University Press.
- Klein, Lawrence R., and Fu-chen Lo. eds. 1995. Modelling Global Change. New York: United Nations University Press.
- Lo, Fu-chen. 1968. A Two-region Growth Model with Imperfect Mobility of Factors. Ph.D. diss., University of Pennsylvania.
- Lo, Fu-chen. eds. 1981. Rural-urban Relations and Regional Development. with the assistance of  J. S. Edralin, and N. T. Dung. Singapore: Maruzen Asia for and on behalf of the United Nations Centre for Regional Development, Nagoya, Japan.
- Lo, Fu-chen, and Peter J. Marcotullio. eds. 2001. Globalization and the Sustainability of Cities in the Asian Pacific Region. New York: United Nations University Press.
- Lo, Fu-chen, and Warwick J. McKibbin. eds. 1995. Arms Reduction: Economic Implications in the Post-Cold War Era. New York: United Nations University Press.
- Lo, Fu-chen, and Kamal Salih. eds. 1978. Growth Pole Strategy and Regional Development Policy : Asian Experience and Alternative Approaches. New York: Published for the United Nations Centre for Regional Development by Pergamon Press.
- Lo, Fu-chen, and Kamal Salih. eds. 1987. The Challenge of Asia-Pacific Co-operation. Kuala Lumpur: Association of Development Research and Training Institutes of Asia and the Pacific.
- Lo, Fu-chen, and Yue-man Yeung. eds. 1996. Emerging World Cities in Pacific Asia. New York: United Nations University Press.
- Lo, Fu-chen, and Yue-man Yeung. eds. 1998. Globalization and the World of Large Cities. New York: United Nations University Press.
- Yamazawa, Ippei, and Fu-chen Lo. eds. 1993. Evolution of Asia-Pacific Economies : International Trade and Direct Investment. Kuala Lumpur, Malaysia: Asian and Pacific Development Centre.